# Dendryphantes bisquinquepunctatus
Dendryphantes bisquinquepunctatus là một loài nhện trong họ Salticidae.
Loài này thuộc chi Dendryphantes. Dendryphantes bisquinquepunctatus được Władysław Taczanowski miêu tả năm 1878.